# Thrombium
Thrombium Wallr. (gliniec) – rodzaj grzybów z rodziny Protothelenellaceae. Ze względu na współżycie z glonami zaliczany jest do grupy porostów.

## Systematyka i nazewnictwo
Pozycja w klasyfikacji według Index Fungorum: Thrombiaceae, Ostropales, Ostropomycetidae, Lecanoromycetes, Pezizomycotina, Ascomycota, Fungi.
Synonimy nazwy naukowej: Inoderma (Ach.) Gray, Phaeothrombis Clem., Wernera Zschacke ex Werner, Werneromyces Werner.
Nazwa polska według W. Fałtynowicza.

## Gatunki występujące w Polsce
- Thrombium epigaeum (Pers.) Wallr. 1831 – gliniec właściwy
- Thrombium viridifuscum (Eitner) Zschacke 1934 – gliniec zielonobrunatny

Nazwy naukowe na podstawie Index Fungorum. Nazwy polskie według W. Fałtynowicza.